# Vila Franca de Xira
Vila Franca de Xira é uma cidade portuguesa situada no Distrito de Lisboa, pertencente à Área Metropolitana de Lisboa, estando situada na província tradicional do Ribatejo. A cidade possui 16 337 habitantes (2021) sendo sede do Município de Vila Franca de Xira, que tem 318,19 km² de área e 137 529 habitantes (2021), estando subdividido em 6 freguesias.
O município é limitado a norte pelos municípios de Alenquer e Azambuja, a leste por Benavente, a sul pelo estuário do Tejo, sudoeste por Loures e a noroeste por Arruda dos Vinhos.

## Freguesias

Freguesias do Município de Vila Franca de Xira.

O Município de Vila Franca de Xira está dividido em 6 freguesias:
- Alhandra, São João dos Montes e Calhandriz
- Alverca do Ribatejo e Sobralinho
- Castanheira do Ribatejo e Cachoeiras
- Póvoa de Santa Iria e Forte da Casa
- Vialonga
- Vila Franca de Xira

## História
Vila Franca de Xira no período árabe era designada de "as-Shirush"[carece de fontes?]. Na área do atual município de Vila Franca de Xira existiram ao longo da Idade Média e até meados do século XIX quatro concelhos distintos – o de Povos (hoje uma povoação da freguesia de Vila Franca de Xira), Alverca, Alhandra e Vila Franca; em 1855, porém, estavam todos integrados no concelho (atual município) de Vila Franca.

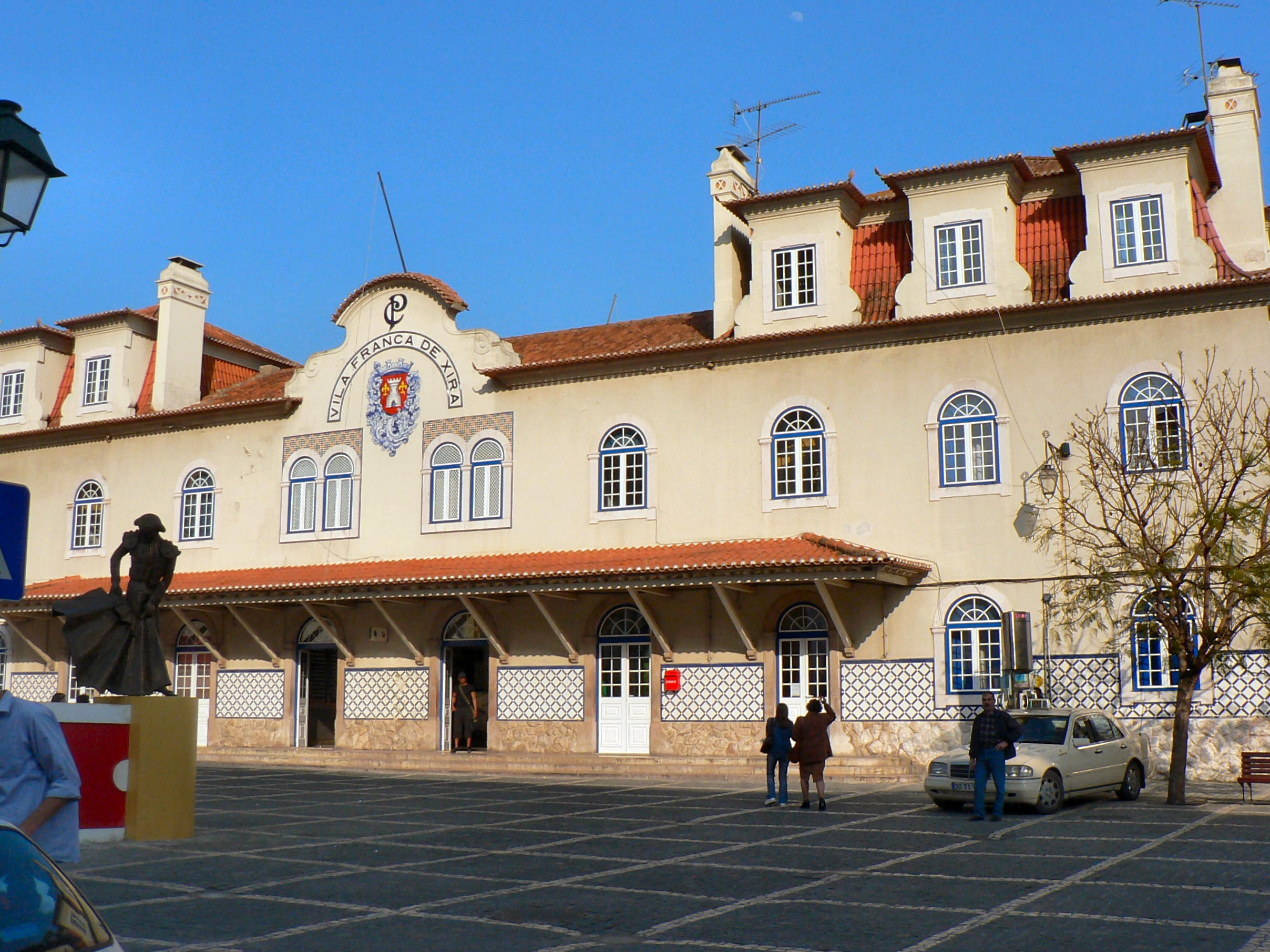
Estação de Caminho de Ferro

Manteve disputas territoriais com Loures pela posse de Santa Iria de Azóia, que fizera parte do município de Alverca, mas fora integrada em 1886 no município de Loures; em 1916 separou-se de Santa Iria de Azóia a freguesia da Póvoa de Santa Iria, que em 1926 passou definitivamente ao município de Vila Franca.
Em Vila Franca se deu, em 1823, o movimento revoltoso da Vilafrancada, levada a cabo pelo Infante D. Miguel contra a Constituição de 1822. Na sequência desses acontecimentos, Vila Franca de Xira foi renomeada para Vila Franca da Restauração; o nome, contudo, não durou, posto que após o fracasso da Abrilada, no ano seguinte, voltou à forma original. No mesmo ano de 1823, foi criado o título de Barão de Vila Franca de Xira, a António Feliciano de Sousa, natural de Vila Franca de Xira, filho do sargento Joaquim José de Sousa e de sua mulher Dona Caetana Joaquina Rosa Mascarenhas, casado com Francisca Xavier da Costa e Sousa, irmão de Dona Isabel Felícia Rosa de Sousa, casada com o capitão António da Silva Mascarenhas (moradores em Abrigada, de onde era natural, o capitão).
Vila Franca de Xira foi elevada a cidade em 28 de Junho de 1984, em conjunto com o Barreiro, Matosinhos, Mirandela, Oliveira de Azeméis, Ovar, São João da Madeira e Vila Nova de Gaia, no segundo pacote de elevação a cidades do regime democrático em Portugal.
As festas de Vila Franca De Xira, conhecidas como "Colete Encarnado" realizam-se no primeiro fim-de-semana de Julho e durante a primeira semana de Outubro realiza-se a antiga "Feira de Outubro", hoje chamada de Feira de Artesanato.
Em termos de tauromaquia, esta é a localidade mais popular dentro da cultura taurina. Em segundo lugar vem a Moita do Ribatejo, seguida de Alcochete, e em quarto lugar Benavente juntamente com Samora Correia.
Em 2014, inúmeras pessoas residentes no município de Vila Franca de Xira foram infectadas com Legionella, havendo até algumas mortes.

## Toponímia
As vilas francas eram, na época medieval, vilas às quais haviam sido concedidos privilégios fiscais ou alfandegários, por via de uma carta de foral. Quanto ao étimo «Xira» este provém do português arcaico «cira», que significa «brenha ou mato denso».

## Política
O Município de Vila Franca de Xira é administrado por uma câmara municipal, composta por um presidente e dez vereadores. Existe uma Assembleia Municipal, que é o órgão deliberativo do município, constituída por 39 deputados (dos quais 33 eleitos diretamente).
O cargo de Presidente da Câmara Municipal é atualmente ocupado por Fernando Paulo Ferreira, eleito nas eleições autárquicas de 2021 pelo PS, tendo maioria relativa de vereadores na câmara (5). Existem ainda três vereadores eleitos pela CDU (PCP-PEV), dois pela coligação Nova Geração (PPD/PSD.CDS-PP.MPT.PPM) e um pelo CH. Na Assembleia Municipal, o partido mais representado é novamente o PS, com 14 deputados eleitos e 6 presidentes de Juntas de Freguesia (maioria absoluta), seguindo-se a CDU (8; 0), a coligação Nova Geração (5; 0), o CH (3; 0), o BE (2; 0) e o PAN (1; 0). A Presidente da Assembleia Municipal é Sandra Marcelino, do PS.
| Órgão                          | PS | CDU (PCP-PEV) | Nova Geração (PPD/PSD.CDS-PP.MPT.PPM) | CH | BE | PAN |
| Câmara Municipal               | 5  | 3             | 2                                     | 1  | 0  | 0   |
| Assembleia Municipal           | 20 | 8             | 5                                     | 3  | 2  | 1   |
| dos quais: eleitos diretamente | 14 | 8             | 5                                     | 3  | 2  | 1   |

## Evolução demográfica
De acordo com os dados do INE o distrito de Lisboa registou em 2021 um acréscimo populacional na ordem dos 1.1% relativamente aos resultados do censo de 2011. No Município de Vila Franca de Xira esse acréscimo rondou os 0.5%. 
| Número de habitantes *                   | Número de habitantes * | Número de habitantes * | Número de habitantes * | Número de habitantes * | Número de habitantes * | Número de habitantes * | Número de habitantes * | Número de habitantes * | Número de habitantes * | Número de habitantes * | Número de habitantes * | Número de habitantes * | Número de habitantes * | Número de habitantes * | Número de habitantes * |
| ---------------------------------------- | ---------------------- | ---------------------- | ---------------------- | ---------------------- | ---------------------- | ---------------------- | ---------------------- | ---------------------- | ---------------------- | ---------------------- | ---------------------- | ---------------------- | ---------------------- | ---------------------- | ---------------------- |
| 1864                                     | 1878                   | 1890                   | 1900                   | 1911                   | 1920                   | 1930                   | 1940                   | 1950                   | 1960                   | 1970                   | 1981                   | 1991                   | 2001                   | 2011                   | 2021                   |
| 13 622                                   | 14 731                 | 14 277                 | 15 766                 | 19 043                 | 21 349                 | 24 053                 | 28 275                 | 32 724                 | 40 594                 | 53 963                 | 88 193                 | 103 571                | 122 908                | 136 886                | 137 529                |
| Número de habitantes por Grupo Etário ** |                        |                        |                        |                        |                        |                        |                        |                        |                        |                        |                        |                        |                        |                        |                        |
|                                          |                        |                        | 1900                   | 1911                   | 1920                   | 1930                   | 1940                   | 1950                   | 1960                   | 1970                   | 1981                   | 1991                   | 2001                   | 2011                   | 2021                   |
| 0-14 Anos                                | 0-14 Anos              | 0-14 Anos              | 5 262                  | 6 544                  | 6 726                  | 7 394                  | 8 036                  | 8 039                  | 9 385                  | 13 460                 | 23 018                 | 21 896                 | 20 298                 | 23 514                 | 20 920                 |
| 15-24 Anos                               | 15-24 Anos             | 15-24 Anos             | 2 817                  | 3 464                  | 3 711                  | 5 058                  | 4 925                  | 6 145                  | 6 609                  | 7 900                  | 12 700                 | 16 008                 | 18 316                 | 14 190                 | 15 227                 |
| 25-64 Anos                               | 25-64 Anos             | 25-64 Anos             | 6 881                  | 8 011                  | 8 661                  | 10 626                 | 13 081                 | 16 416                 | 21 816                 | 29 025                 | 45 821                 | 56 402                 | 70 708                 | 80 689                 | 75 958                 |
| = ou > 65 Anos                           | = ou > 65 Anos         | = ou > 65 Anos         | 788                    | 899                    | 950                    | 1 252                  | 1 523                  | 2 002                  | 2 784                  | 4 090                  | 6 654                  | 9 265                  | 13 586                 | 18 493                 | 25 424                 |

- Número de habitantes "residentes", ou seja, que tinham a residência oficial neste município à data em que os censos se realizaram.

- - De 1900 a 1950 os dados referem-se à população "de facto", ou seja, que estava presente no município à data em que os censos se realizaram. Daí que se registem algumas diferenças relativamente à designada população residente

### Eleições autárquicas[11]
| Data | %             | V             | %     | V     | %        | V        | %      | V      | %          | V          | %              | V       | %      | V      | %              | V   | %              | V       | %              | V   | %              | V   | %              | V  | %              | V    | %        | V        | %   | V   | %   | V   | Participação |                |
| Data | FEPU/APU/ CDU | FEPU/APU/ CDU | PS    | PS    | PPD/ PSD | PPD/ PSD | CDS-PP | CDS-PP | PCTP/ MRPP | PCTP/ MRPP | AD             | AD      | UDP/BE | UDP/BE | PPM            | PPM | PSD-CDS        | PSD-CDS | MPT            | MPT | PAN            | PAN | CH             | CH | GDUP           | GDUP | PCP (ml) | PCP (ml) | PSR | PSR | PTP | PTP | Participação |                |
| ---- | ------------- | ------------- | ----- | ----- | -------- | -------- | ------ | ------ | ---------- | ---------- | -------------- | ------- | ------ | ------ | -------------- | --- | -------------- | ------- | -------------- | --- | -------------- | --- | -------------- | -- | -------------- | ---- | -------- | -------- | --- | --- | --- | --- | ------------ | -------------- |
| Data | 1976          | 40,92         | 5     | 39,04 | 4        | 6,86     | -      | 3,22   | -          | 2,02       | -              |         |        |        |                |     |                |         |                |     |                |     |                |    |                | 3,62 | -        | 1,32     | -   |     |     |     |              | 68,28 / 100,00 |
| 1979 | 44,68         | 4             | 29,64 | 3     | AD       | AD       | AD     | AD     | 0,76       | -          | 21,77          | 2       | 1,66   | -      | AD             | AD  |                |         |                |     | 76,13 / 100,00 |     |                |    |                |      |          |          |     |     |     |     |              |                |
| 1982 | 44,87         | 4             | 33,44 | 3     | AD       | AD       | AD     | AD     | 0,89       | -          | 18,35          | 2       |        |        | AD             | AD  | 75,62 / 100,00 |         |                |     |                |     |                |    |                |      |          |          |     |     |     |     |              |                |
| 1985 | 49,65         | 5             | 38,66 | 4     |          |          | 7,66   | -      | 0,83       | -          |                |         |        |        | 65,06 / 100,00 |     |                |         |                |     |                |     |                |    |                |      |          |          |     |     |     |     |              |                |
| 1989 | 43,39         | 4             | 27,68 | 3     | 21,14    | 2        | 2,20   | -      | 1,85       | -          | 56,68 / 100,00 |         |        |        |                |     |                |         |                |     |                |     |                |    |                |      |          |          |     |     |     |     |              |                |
| 1993 | 39,93         | 4             | 32,78 | 3     | 18,70    | 2        | 3,78   | -      | 1,31       | -          | 59,67 / 100,00 |         |        |        |                |     |                |         |                |     |                |     |                |    |                |      |          |          |     |     |     |     |              |                |
| 1997 | 37,29         | 4             | 38,46 | 4     | 15,60    | 1        | 1,82   | -      | 1,73       | -          | 0,79           | -       | 0,45   | -      | 55,20 / 100,00 |     |                |         |                |     |                |     |                |    |                |      |          |          |     |     |     |     |              |                |
| 2001 | 28,45         | 3             | 46,64 | 5     | 16,97    | 1        | 2,60   | -      |            |            | 1,73           | -       | BE     | BE     | 52,36 / 100,00 |     |                |         |                |     |                |     |                |    |                |      |          |          |     |     |     |     |              |                |
| 2005 | 25,28         | 3             | 46,14 | 5     | CDS      | CDS      | PSD    | PSD    | 6,50       | -          | 16,37          | 1       | BE     | BE     | 51,84 / 100,00 |     |                |         |                |     |                |     |                |    |                |      |          |          |     |     |     |     |              |                |
| 2009 | 23,88         | 3             | 43,98 | 5     | CDS      | CDS      | PSD    | PSD    | 5,83       | -          | PSD-CDS        | PSD-CDS | BE     | BE     | 23,35          | 3   | PSD-CDS        | PSD-CDS | 52,19 / 100,00 |     |                |     |                |    |                |      |          |          |     |     |     |     |              |                |
| 2013 | 30,67         | 4             | 37,84 | 5     | 13,62    | 2        | 3,14   | -      | 5,74       | -          | PSD            | PSD     | BE     | BE     |                |     | PSD            | PSD     | 44,23 / 100,00 |     |                |     |                |    |                |      |          |          |     |     |     |     |              |                |
| 2017 | 30,45         | 4             | 39,06 | 5     | CDS      | CDS      | PSD    | PSD    | 6,99       | 1          | PSD-CDS        | PSD-CDS | BE     | BE     | 13,63          | 1   | PSD-CDS        | PSD-CDS | 3,94           | -   | 0,41           | -   | 48,37 / 100,00 |    |                |      |          |          |     |     |     |     |              |                |
| 2021 | 21,93         | 3             | 39,59 | 5     | CDS      | CDS      | PSD    | PSD    | 6,00       | -          | PSD-CDS        | PSD-CDS | BE     | BE     | 14,84          | 2   | PSD-CDS        | PSD-CDS | 3,87           | -   | 8,53           | 1   |                |    | 45,74 / 100,00 |      |          |          |     |     |     |     |              |                |

### Eleições legislativas
| Data | %     | %     | %     | %     | %     | %        | %     | %     | %    | %     | %    | %   | %       | % | %  | %  |  |
| Data | PS    | PCP   | PSD   | CDS   | UDP   | APU/ CDU | AD    | FRS   | PRD  | PSN   | B.E. | PAN | PSD CDS | L | CH | IL |  |
| ---- | ----- | ----- | ----- | ----- | ----- | -------- | ----- | ----- | ---- | ----- | ---- | --- | ------- | - | -- | -- |  |
| Data | 1976  | 39,24 | 38,06 | 8,16  | 4,18  | 1,90     |       |       |      |       |      |     |         |   |    |    |  |
| 1979 | 29,48 | APU   | AD    | AD    | 2,84  | 39,77    | 22,84 |       |      |       |      |     |         |   |    |    |  |
| 1980 | FRS   | APU   | AD    | AD    | 1,71  | 36,81    | 24,90 | 30,81 |      |       |      |     |         |   |    |    |  |
| 1983 | 37,47 | APU   | 13,58 | 5,94  | PSR   | 38,05    |       |       |      |       |      |     |         |   |    |    |  |
| 1985 | 23,17 | APU   | 15,73 | 4,21  | 1,42  | 31,76    | 20,30 |       |      |       |      |     |         |   |    |    |  |
| 1987 | 23,16 | CDU   | 33,06 | 1,92  | 1,34  | 28,39    | 7,97  |       |      |       |      |     |         |   |    |    |  |
| 1991 | 32,98 | CDU   | 34,45 | 2,28  |       | 21,66    | 0,66  | 2,02  |      |       |      |     |         |   |    |    |  |
| 1995 | 48,04 | CDU   | 19,81 | 6,63  | 0,61  | 20,84    |       | 0,12  |      |       |      |     |         |   |    |    |  |
| 1999 | 47,88 | CDU   | 18,55 | 5,25  |       | 21,02    | 0,13  | 3,48  |      |       |      |     |         |   |    |    |  |
| 2002 | 43,71 | CDU   | 25,07 | 6,65  | 16,22 |          | 4,35  |       |      |       |      |     |         |   |    |    |  |
| 2005 | 48,04 | CDU   | 16,17 | 4,76  | 16,62 | 9,27     |       |       |      |       |      |     |         |   |    |    |  |
| 2009 | 38,04 | CDU   | 16,32 | 8,59  | 17,47 | 12,94    |       |       |      |       |      |     |         |   |    |    |  |
| 2011 | 30,35 | CDU   | 24,71 | 11,36 | 16,81 | 6,76     | 1,33  |       |      |       |      |     |         |   |    |    |  |
| 2015 | 34,38 | CDU   | CDS   | PSD   | 17,20 | 13,56    | 1,87  | 24,05 | 0,80 |       |      |     |         |   |    |    |  |
| 2019 | 39,56 | CDU   | 15,14 | 2,64  | 13,39 | 11,21    | 4,42  |       | 1,60 | 2,48  | 1,33 |     |         |   |    |    |  |
| 2022 | 46,45 | CDU   | 16,59 | 1,05  | 8,58  | 5,23     | 2,07  | 1,66  | 9,03 | 5,57  |      |     |         |   |    |    |  |
| 2024 | 30,85 | CDU   | AD    | AD    | 6,33  | 18,36    | 5,68  | 2,79  | 4,63 | 20,10 | 5,98 |     |         |   |    |    |  |
| 2025 | 25,50 | CDU   | AD    | AD    | 5,73  | 21,32    | 2,34  | 1,85  | 6,11 | 25,70 | 6,28 |     |         |   |    |    |  |

## Património

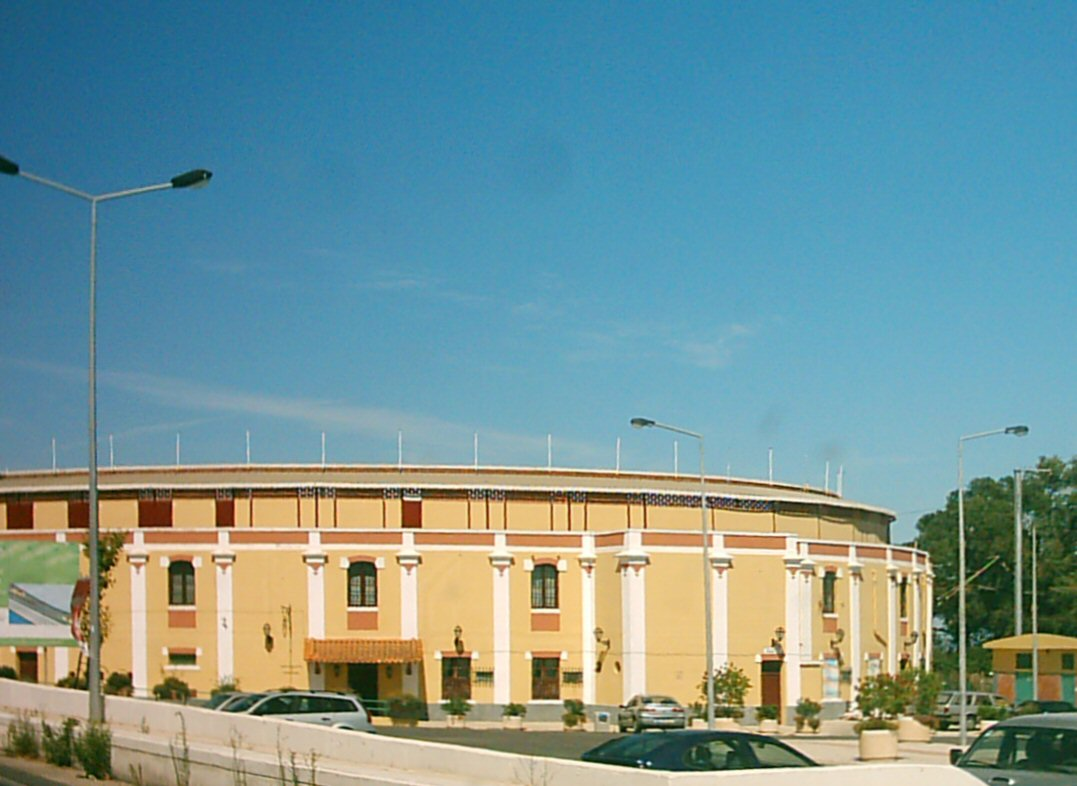
Praça de touros de Vila Franca

- Frente Ribeirinha da Zona Sul do Município: Parque Linear Ribeirinho do Estuário do Tejo
- Alto do Senhor da Boa Morte, Povos
- Cais de Alhandra, Alhandra
- Antiga Casa de Câmara de Alverca do Ribatejo, Alverca do Ribatejo
- Igreja Matriz de Nossa Senhora da Purificação, Cachoeiras
- Chafariz do Caminho do Jogo, Calhandriz
- Antigo Convento de Nossa Senhora de Subserra, Castanheira do Ribatejo
- Fortes das Linhas de Torres, Forte da Casa
- Cais da Póvoa de Santa Iria, Póvoa de Santa Iria
- Ermida de São Romão, São João dos Montes
- Quinta do Bom Jesus, Sobralinho
- Capela de Santa Eulália, Vialonga
- Quinta Municipal de Nossa Senhora da Piedade, Póvoa de Santa Iria

## Personalidades ilustres do município
- Senhor de Castanheira, Povos e Cheleiros e Conde de Castanheira
- Barão de Vila Franca da Restauração e Visconde de Vila Franca da Restauração
- Manuel Nicolau de Almeida
- Alves Redol (escritor)
- Conceição Lino (jornalista)
- Maria João Bastos (atriz)
- Albano Jerónimo (ator)
- Júlia Palha (atriz)
- Ivo Lucas (ator, cantor e compositor)
- João Baptista (ator)

## Cultura
- Museu do Neo-Realismo
- Museu de Alhandra - Casa Dr. Sousa Martins
- Ateneu Artístico Vilafranquense
- Biblioteca Municipal de Vila Franca de Xira